# Franco Cicero
Franco Cicero (Messina, 26 ottobre 1957) è un giornalista, critico cinematografico e saggista italiano.
È specialista di cinema italiano e in particolare di registi siciliani come Giuseppe Tornatore – avendo personalmente contribuito nel 1988 all'affermazione internazionale di Nuovo Cinema Paradiso – e Francesco Calogero, nonché di attori siciliani come Adolfo Celi, Franco Franchi e Ciccio Ingrassia.
Dal febbraio 2023 è componente del Consiglio di amministrazione della Fondazione Taormina Arte Sicilia.

## Biografia
Ha iniziato l'attività giornalistica nel 1977 con il settimanale messinese Il soldo. Dal 1984 al 2019 è stato redattore presso il quotidiano Gazzetta del Sud in qualità di critico cinematografico e vicecaposervizio spettacoli e divenendo prima caposervizio interni e poi caporedattore. Ha collaborato con l'agenzia di stampa Italpress. Iscritto al Sindacato Nazionale dei Giornalisti Cinematografici Italiani (Sngci),  è stato vicepresidente nazionale e componente del direttivo per diversi anni. Il suo impegno nel sindacato, iniziato con la vicepresidenza regionale dell'Associazione siciliana della stampa, lo ha portato a essere eletto, nel 2019, quale componente del collegio nazionale dei probiviri della Federazione Nazionale Stampa Italiana (Fnsi) 
Nei primi anni '70 è stato eletto segretario del Cineforum Don Orione di Messina, col quale continua a collaborare, e in questo ruolo dal 1973 al 1980 ha partecipato alle edizioni della Settimana del Filmnuovo nell'ambito della Rassegna cinematografica internazionale di Messina e Taormina. Nel 1980 è stato eletto presidente provinciale dell'Arci di Messina e con questa qualifica è stato nominato componente della Consulta che ha dato vita nel 1983 al Comitato Taormina Arte. Nello stesso anno è stato coinvolto nell'attività dell'associazione messinese Nutrimenti terrestri di Ninni Bruschetta e Maurizio Puglisi che ha prodotto e produce spettacoli teatrali e film. Ha preso parte, nel 1994, a Messina all'allestimento del musical Jesus Christ Superstar per la regia di Massimo Romeo Piparo e la direzione musicale di Dino Scuderi. Nel 2000 è chiamato dal Teatro di Messina a raccontare, in una lunga intervista durata diversi giorni, pubblicata poi dallo stesso Ente teatrale, il regista Francesco Maselli durante la produzione della trasposizione teatrale di Codice privato con Amanda Sandrelli, con la scenografia di Marco Dentici. Nel 2003 partecipa allo spettacolo Il mio nome è Caino di Claudio Fava con la regia di Ninni Bruschetta.  Nel 2010 per l'Associazione culturale messinese Arknoah ha tenuto un workshop di critica cinematografica. Nel 2019 ha fornito la sua consulenza alla produzione Videobank per il 65º Taormina Film Fest.

## Pubblicazioni
- Febo Mari ed il cinema delle origini in Italia, Samperi, 1982.
- Quarant'anni di Rassegna cinematografica internazionale di Messina e Taormina, Taormina Arte, 1994.
- Codice privato di Francesco Maselli, Teatro di Messina, 2000.
- Taorminacinquanta, Taormina Arte, 2004.
- E lucean le stelle – Il 60. Taormina Film Fest in collaborazione con Roberto Gervaso, Nuova Argos, 2014.

## Altre pubblicazioni e saggi
- Mass Media: società e scuola, Cineforum Don Orione, 1997.
- Fuori controllo - Sotto il controllo di Francesco Calogero (prefazione), Papageno, 2001.
- Adolfo Celi – Attore e regista, Daf, 2005.
- Omaggio a Michelangelo Antonioni – Messina nella sua Avventura, Daf, 2006.
- Giuseppe Tornatore – Uno sguardo dal set[8], Silvana Editoriale, 2007.
- L'isola di Tornatore[9], Silvana Editoriale, 2010.
- Il cinema sopra Taormina[10], La zattera dell'arte, 2012.
- 50 Cineforum Don Orione 1963-2013, Cineforum Don Orione, 2013.
- Giuseppe Tornatore – Cinema passione sogno[11], Amarcord, 2014.
- Il teatro a Messina e Taormina negli anni '70, con Rocco Familiari e Gigi Giacobbe Pungitopo, 2015.

## Filmografia
- La gentilezza del tocco, regia di Francesco Calogero (1987)
- Visioni private, regia di Francesco Calogero, Ninni Bruschetta e Donald Ranvaud (1989)
- Nessuno, regia di Francesco Calogero (1992)
- Agente matrimoniale, regia di Christian Bisceglia (2006)
- Annamaura, regia di Salvo Grasso (2012)

## Riconoscimenti
- 2004 Premio "Domenico Meccoli – Scrivere di cinema" come miglior giornalista cinematografico dei quotidiani italiani.
- 2005 Premio Naxos X Festival del film per ragazzi
- 2012 Premio Colapesce
- 2018 Premio alla Carriera Messina Cinema - Comune di Messina